# Echo Beatty
Echo Beatty is een band uit Antwerpen bestaande uit het koppel Annelies Van Dinter en Jochem Baelus.
Echo Beatty maakt melancholische elektronische popmuziek. Het debuutalbum Tidal Motions, geproduceerd door Jeff McMurrich, werd door De Morgen opgenomen bij de beste albums van het jaar. Ook de opvolger kreeg een erg lovende recensie. Voor dit album werd het duo versterkt met drummer/multi-instrumentalist Louis Evrard.
Om los te komen van de gevestigde omgeving, ging de band voor het debuutalbum een tijdlang in Canada wonen. Voor de opvolger woonden ze een tijdlang in Berlijn.

## Discografie
- Tidal Motions (2013)
- Nonetheless (2016)
- Vision Glitch (2023) (Unday Records)